# Lac Guacho supérieur
Pour les articles homonymes, voir Guacho.
Le Lac Guacho supérieur, en Argentine, est un lac andin d'origine glaciaire situé à l'ouest de la province de Chubut, dans le département de Languiñeo, en Patagonie. 

## Description - Situation
Le lac Guacho supérieur s'allonge du nord-ouest vers le sud-est sur 1,2 kilomètre. Il se trouve à plus ou moins douze kilomètres au nord du lac General Vintter. Il occupe la partie nord-occidentale d'une vallée glaciaire dont son grand frère, le lac Guacho occupe la partie sud-est. Le lac Guacho supérieur est entouré de toutes parts d'un superbe décor de hautes cimes enneigées. 
Il se situe au sein du bassin versant du río Carrenleufú. 

## Hydrologie
Son très court émissaire, long d'une bonne centaine de mètres, prend naissance au niveau de son extrémité sud-est, et constitue le principal tributaire du lac Guacho. 